# فاليريو زورليني
فاليريو زورليني (بالإيطالية: Valerio Zurlini) (19 مارس 1926 - 26 أكتوبر 1982) كان مخرجًا سينمائيًا إيطاليًا ومخرجًا مسرحيًا وكاتب سيناريو.

## سيرته الشخصية
خلال دراسته للقانون في روما، بدأ العمل في المسرح. في عام 1943، انضم إلى المقاومة الإيطالية. أصبح زورليني عضوًا في الحزب الشيوعي الإيطالي. قام بتصوير أفلام وثائقية قصيرة في فترة ما بعد الحرب مباشرة، وفي عام 1954 أخرج فيلمه الطويل الأول؛ «فتيات سان فريديانو»، وقد كان فيلمه الكوميدي الوحيد. صنع زورليني اسمه كمخرج مهم بفيلمه الطويل الثاني؛ «صيف عنيف»، من بطولة الممثل العظيم جان لوي ترينتينيان وإليونورا روسي دراغو وجاكلين ساسار.
في عام 1962، حصل فيلم زورليني «تاريخ الأسرة» على جائزة الأسد الذهبي في مهرجان البندقية السينمائي. رُشح فيلمه «المجندات» عام 1965 في مهرجان موسكو السينمائي الدولي الرابع حيث فاز بالجائزة الفضية الخاصة. في عام 1977 كان عضوًا في لجنة التحكيم في مهرجان موسكو السينمائي الدولي العاشر.
توفي في فيرونا في 26 أكتوبر 1982. بعد موته أصبحت أعماله أقل شهرة بكثير، لكن مع مطلع القرن الواحد والعشرين بدأت تستعيد أهميتها عند الناس وتأخذ تقديرها المستحق لكنها ما زالت أقل شهرة مقارنة بأقرانه المخرجين الإيطاليين.

## وصلات خارجية
- فاليريو تزورليني على قاعدة بيانات الأفلام على الإنترنت